# Albizia pedicellata
Albizia pedicellata är en ärtväxtart som beskrevs av George Bentham. Albizia pedicellata ingår i släktet Albizia och familjen ärtväxter. Inga underarter finns listade i Catalogue of Life.